# Borboleta-prateado
O Borboleta prateado, Gasteropelecus levis, é um membro do gênero Gasteropelecus da familía Gasteropelecidae. É um peixe relativamente pequeno frequentemente usado no aquarismo. É espalmado lateralmente, com preto e ouro, além de uma linha horizontal. 

## No aquário
Ele tem a capacidade para "voar" para fora dos aquários, por isso, algumas precauções devem ser tomadas. Usa a habilidade de "voar" para capturar insetos.